# Баяндун
Баяндун (монг. Баяндун) — сомон аймака Дорнод в северо-восточной части Монголии, площадь которого составляет 6 237 км². Численность населения по данным 2009 года составила 2 936 человек.
Центр сомона — посёлок Наранбулаг, расположенный в 176 километрах от административного центра аймака — города Чойбалсан и в 665 километрах от столицы страны — Улан-Батора.

## География
Сомон расположен в северо-восточной части Монголии. Имеет границу с Российской Федерацией. На территории Баяндуна располагаются горы Бурэнхан, Баяндун, Их Газар, Согоот, Угтам, протекают реки Улз, Баянгол, Тургэн, Унагай, Билуут и Урт.
Из полезных ископаемых в сомоне встречаются уран, цветные металлы, железная руда.

## Климат
Климат резко континентальный. Средняя температура января -22 градусов, июля +18-20 градусов. Ежегодная норма осадков 300 мм.

## Фауна
Животный мир Баяндуна представлен оленями, кабанами, косулями, волками, лисами, кошками-манулами, тарбаганами и антилопами.

## Инфраструктура
В сомоне есть школа, больница, торговый и культурный центры.